# Marcelo Morales
Marcelo Morales (født 9. oktober 1966) er en tidligere argentinsk fodboldspiller.
Han har spillet for flere forskellige klubber i sin karriere, herunder Urawa Reds.